# Instituto Nacional de Estadística de Paraguay
El Instituto Nacional de Estadística (INE), anteriormente Dirección General de Estadística, Encuestas y Censos, es una institución del Estado paraguayo encargada de recopilar, procesar, analizar, difundir datos estadísticos y realizar el censo en Paraguay.
Entre sus responsabilidades, se encuentra la dirección técnica sobre todo trabajo estadístico, cualquiera sea su forma, fines y dependencia gubernativa ejecutora, según lo establece el Artículo 1° inciso (a) del Decreto Ley 11.126 del 20 de febrero de 1942 que dispuso su creación y regula su funcionamiento.
Su sede central se halla ubicada en la ciudad de Fernando de la Mora, ciudad perteneciente al área metropolitana de Asunción.
La DGEEC, es dependiente de la Secretaría Técnica de Planificación (STP), de la Presidencia de la República en virtud de la Ley n.º 49/89; cuenta con presupuesto y administración propia, y está facultada para elaborar su propia organización interna.
En el año 2020, con la promulgación de la Ley N° 6770 "Que establece la modernización del Sistema Estadístico Nacional (SISEN) y crea el Instituto Nacional de Estadística (INE)" la Dirección General de Estadística, Encuestas y Censos (DGEEC) pasa a denominarse Instituto Nacional de Estadística (INE) como persona jurídica de derecho público, con carácter autárquico y autónomo.

## Antecedentes
Fue creada por ley en el año 1885, rigiéndose actualmente por el Decreto-Ley n.º 11.126 del año 1942. Este decreto dispone que corresponde a la DGEEC, dentro de sus deberes de reorganización y coordinación de los servicios estadísticos de la República del Paraguay, las  siguientes tareas:
a) ejercer la dirección técnica sobre todo trabajo estadístico, cualquiera sea su forma o fines y dependencia gubernamental ejecutora;
b) determinar, proyectar y dirigir la ejecución de cualquier trabajo estadístico que considere conveniente;
c) aconsejar y ayudar en el ordenamiento y ejecución de todo trabajo estadístico que considere conveniente a cargo de las Unidades de Estadísticas de las diversas reparticiones gubernamentales y municipales, tanto en los aspectos científicos y metodológicos, como en lo referente a material, equipo y personal.

## Publicaciones
El número de publicaciones editadas por la DGEEC ha ido en aumento en los últimos años. Se ha dado un énfasis especial a la calidad de la información brindada tanto en su contenido como en la presentación, obteniendo de esta manera mayor protagonismo, mediante una política de apertura en la divulgación de las informaciones estadísticas del país.